# Kaionji Chōgorō

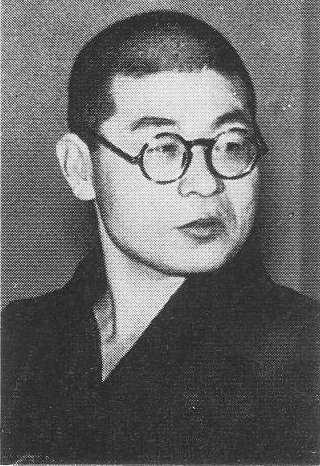
Kaionji Chōgorō

Kaionji Chōgorō (jap. 海音寺 潮五郎, eigentlich: Suetomi Tōsaku (末富 東作), * 5. November 1901 in Ōkuchi, Isa-gun (heute: Isa), Präfektur Kagoshima; † 1. Dezember 1977) war ein japanischer Schriftsteller.
Kaionji studierte an der Kokugakuin-Universität und arbeitete danach als Lehrer. Zur gleichen Zeit trat er als Autor phantastischer Romane hervor, mit denen er 1929 mit Utakata Zōshi und 1931 mit Fūun Wettbewerbe des Wochenmagazins Sunday Mainichi gewann. 1936 wurde er für Tenshō Onna Gassen und Budō Denraiki mit dem Naoki-Preis ausgezeichnet.
Nach dem Zweiten Weltkrieg schrieb er historische und biographische Erzählungen, die für das Fernsehen adaptiert wurden und sehr populär waren. Seine letzten Lebensjahre widmete er seinem Hauptwerk, einer Biographie Saigō Takamoris, eines Hauptakteurs der Meiji-Restauration. 1973 wurde er als Bunka Kōrōsha, als Person mit besonderen kulturellen Verdiensten, geehrt. 1976 erhielt er den Preis der Japanischen Kunstakademie.

## Werke (Auswahl)
- Utakata Zōshi (うたかた草子)
- Fūun (風雲)
- Tenshō Onna Gassen (天正女合戦)
- Budō Denraiki (武道伝来記)
- Mōko Kitaru (蒙古来る)
- Taira no Masakado (平将門)
- Ten to Chi to (天と地と)
- Bushō Retsuden (武将列伝)
- Akunin Retsuden (悪人列伝)
- Ni-hon no Ginnan (二本の銀杏)
- Hi no Yama (火の山)
- Kaze ni Naru Ki (風に鳴る樹)
- Saigō Takamori (西郷隆盛)